# Quibdó
Quibdó – miasto w zachodniej Kolumbii, nad rzeką Atrato, ośrodek administracyjny departamentu Chocó. Siedziba rzymskokatolickiej diecezji Quibdó. Około 75 tys. mieszkańców.
W mieście rozwinął się przemysł winiarski oraz drzewny.